# Tryggevælde Len
Tryggevælde Len var et len på Østsjælland. Det bestod af Stevns Herred, Fakse Herred og Bjæverskov Herred.
I 1662 blev lenet omdannet til Tryggevælde Amt. 

## Lensmænd
- 1547-1558 Vladislav Wobitzer
- 1560-1563 Christoffer Throndsen Rustung
- 1572-1585 Ejler Grubbe
- -1596 Arild Huitfeldt
- 1598-1601 Christian Holck
- 1601-1614 Ditlev Holck
- 1614-1619 Christoffer Gøye
- 1622-1632  Frederik Reedtz
- 1632-1640 Tyge Axelsen Brahe
- 1641-1650 Sivert Knudsen Urne
- 1650- Christen Albertsen Skeel